# Nell'antro dell'alchimista
Nell'antro dell'alchimista, pubblicato in Italia anche col titolo Il vuoto attorno (in originale Burning Your Boats, lett. "Bruciandoti [dietro] le navi") è la raccolta dell'intera opera narrativa breve (sotto forma di novelle o di racconti) dell'autrice britannica Angela Carter, uscita postuma nel 1995.

## Storia editoriale
L'opera contiene tutti i racconti di Angela Carter, sia quelli delle raccolte curate dall'autrice mentre era in vita (Fuochi d'artificio, La camera di sangue, Venere nera e Fantasmi americani) sia quelli mai presentati in volume, nelle sezioni Primi racconti (Early Work, 1962-6) e Racconti sparsi (Uncollected Stories, 1970-81). Fu prefato da Salman Rushdie.
La prima edizione italiana, in due volumi, apparve presso l'editore Rizzoli nel 1997-98, con le stesse traduzioni delle raccolte già pubblicate singolarmente, più quelle dei racconti dispersi ad opera di Susanna Basso e Rossella Bernascone. Fu ripubblicata in volume unico col titolo Il vuoto attorno per l'editore Corbaccio nel 2005. La riedizione di Fazi Editore del 2019-20 ricalca quella della Rizzoli.

## Racconti contenuti

### Primi racconti, 1962-1966

#### L'uomo che amava un contrabbasso
Il racconto apparve, col titolo originale The Man Who Loved a Double Bass, nella pubblicazione Storyteller Contest del luglio 1962. La prima pubblicazione italiana fu in Nell'antro dell'alchimista.
Trama
Johnny Jameson è un suonatore di contrabbasso attaccatissimo al suo strumento, a cui ha dato il nome "Lola". Gli altri membri della sua jazz band, i West End Syncopators, lo assecondano in quella che per lui è come una relazione amorosa.
Una sera la band va a suonare in un pub di una cittadina dell'East Anglia, dove scoppia una rissa tra gruppi di giovani modernisti e rockabilly, nella quale vengono coinvolti anche i musicisti. Senza che questi se ne rendano neanche conto, Lola finisce distrutta. Quando vanno a cercare Johnny per dargli la ferale notizia, lo trovano nella sua camera, impiccato.

#### Una signora molto perbene e suo figlio in casa
Il racconto apparve, col titolo originale A Very, Very Great Lady and Her Son at Home, nella pubblicazione Nonesuch dell'autunno 1965. La prima pubblicazione italiana fu in Nell'antro dell'alchimista.
Trama
Una signora narra a suo figlio Jason degli eventi del suo passato: di quando era una bambina introversa, che aveva trovato rifugio nella lettura, con un padre poco o per niente affettuoso e una madre che la confondeva con una sorella maggiore morta prematuramente, e di come il suo atteggiamento cambiò quando, adolescente, la sua bellezza sbocciò. Racconta che per sua madre "l'intestino è la grande livella", che nel momento della defecazione rende "indifesi e patetici" tutti gli uomini. Il figlio le domanda se ciò vale anche per lei; alla donna viene un colpo e Jason se ne va ridacchiando.

#### Favola vittoriana (con Glossario)
Il racconto apparve, col titolo originale A Victorian Fable (with Glossary), nella pubblicazione Nonesuch dell'estate/autunno 1966. La prima pubblicazione italiana fu in Nell'antro dell'alchimista.
Trama
Un delinquentello dei bassifondi di Londra viene cacciato di casa dalla sua amante. Viene poi arrestato per furto con scasso e finisce giustiziato.
La storia è scritta con grande dovizia di termini gergali, da cui la necessità di allegarvi un glossario.

### Racconti sparsi, 1970-1981

#### Villa Scarlatta
Il racconto apparve, col titolo originale The Scarlet House, nell'antologia A Book of Contemporary Nightmares, pubblicato dall'editore Michael Joseph nel 1977. La prima pubblicazione italiana fu in Nell'antro dell'alchimista.
Trama
Per rispondere a un'inserzione per un'offerta di lavoro come governante, una giovane si reca a Villa Scarlatta, abitata da un Conte perverso, dalla sua amante Madame Schreck, da un "Matto" che tengono come buffone e dalle loro amanti, giovani donne che vengono plagiate e costrette a sottoporsi a pratiche sadomasochistiche. Anch'essa entra nel loro novero.

#### Il padiglione di neve
Il racconto, dal titolo originale The Snow Pavilion, era precedentemente inedito. La prima pubblicazione italiana fu in Nell'antro dell'alchimista.
Trama
Uno scrittore alle prime armi si è trovato una protettrice in Melissa, una ricca dama notevolmente più vecchia di lui. In una giornata nevosa, mentre si sta recando a Oxford per acquistare dei libri, rimane in panne con l'automobile. Per cercare aiuto entra in un'ampia magione, apparentemente deserta benché in perfetto ordine, nella quale non trova anima viva ad eccezione di una bambina che dorme tra bellissime bambole. Raccoglie un bambolotto di Pierrot dai cui occhi sgorgano vere lacrime e perde conoscenza; quando si risveglia, la villa gli appare in rovina e le bambole ammalorate. È con lui una "vecchia megera" che gli racconta la storia di ogni bambola e lo porta dalla bambina, mentre ha l'impressione di trasformarsi nel Pierrot lacrimoso che aveva visto la sera prima.

#### Patchwork
Il racconto apparve, col titolo originale The Quilt Maker ("Colei/colui che fa la trapunta"), nell'antologia Sex and Sensibility: Stories by Contemporary Women Writers from Nine Countries, pubblicato dall'editore Sidgwick & Jackson nel 1981. La prima pubblicazione italiana fu in Nell'antro dell'alchimista.
Trama
Così come nel patchwork si accostano ritagli di stoffa dai colori e motivi differenti, l'autrice giustappone diversi ricordi: l'episodio in cui lasciò al suo marito dell'epoca la più grande di due pesche, come l'esortava a fare sua madre dopo i suoi furti di pesche sciroppate, e il rapporto con la sua vicina di casa Letty, un'anziana non autosufficiente tornata a casa dall'ospedale per morire tra mura amiche.

## Edizioni
- (EN) Angela Carter, Burning Your Boats, introduzione di Salman Rushdie, Chatto & Windus, 1995, ISBN 0-7011-6321-6.
- Angela Carter, Nell'antro dell'alchimista, collana La scala, introduzione di Salman Rushdie, 2 voll., Rizzoli, 1997-98, ISBN 88-17-67079-0 e ISBN 88-17-67089-8
- Angela Carter, Il vuoto attorno, collana Scrittori di tutto il mondo, Milano, Corbaccio, 2005, ISBN 88-7972-586-6.
- Angela Carter, Nell'antro dell'alchimista, collana Le strade, 2 voll., nn. 414 e 452, Roma, Fazi Editore, 2019-20, ISBN 978-88-93255-05-9 e ISBN 978-88-93256-27-8